# Crusader Guitars

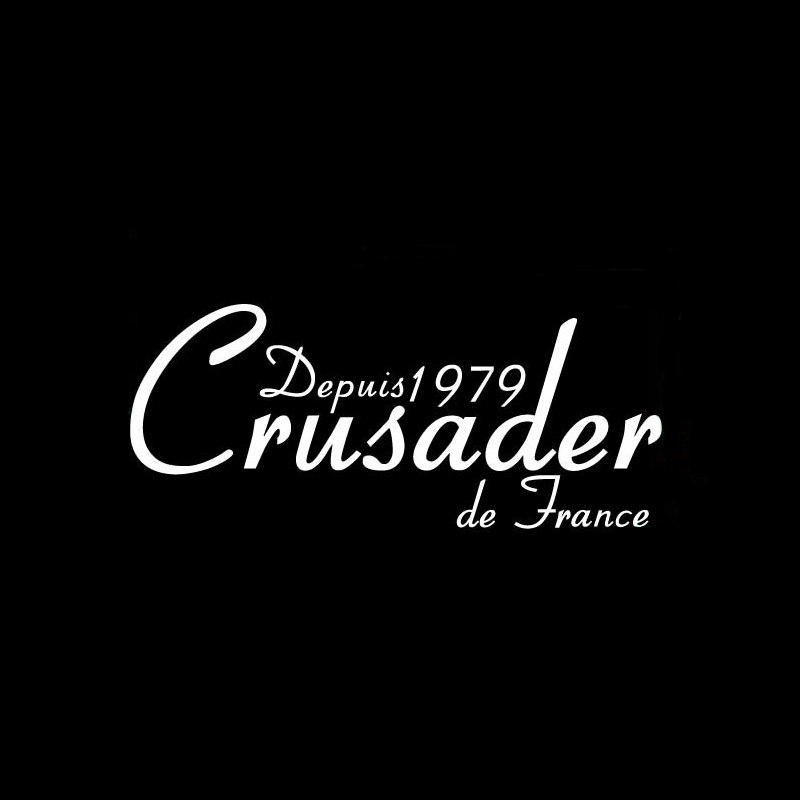
Логотип, используемый официальным российским дилером Crusader

Crusader (брит.: /kɹuːˈseɪdə/; амер.: /kɹuːˈseɪdəɹ/) — бренд акустических гитар (классических гитар и вестерн-гитар), принадлежащий французской компании Crusader Guitars.

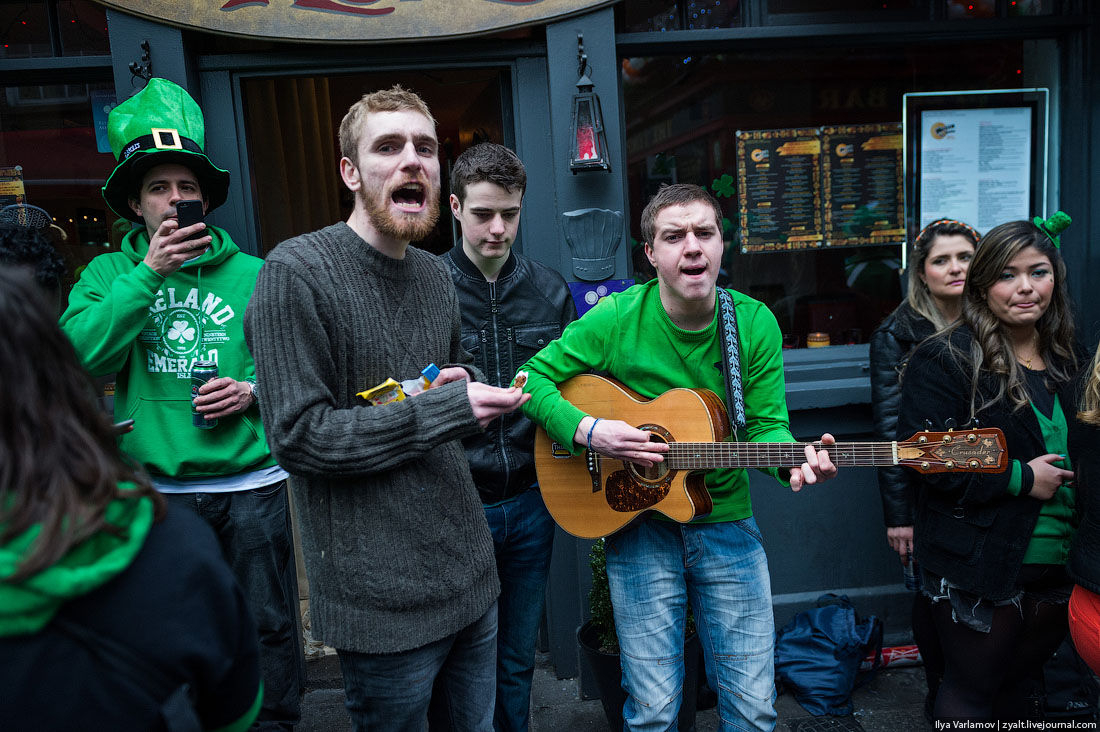
Гитара Crusader в Дублине, в день св. Патрика (фотография из блога Ильи Варламова)

### История компании Crusader Guitars.
Компания Crusader Guitars была организована в 1979 году.
Штаб-квартира располагается в Champagne AU MONT D' OR.

### Производство.
Производственные мощности сосредоточены в Китае – в Гуанчжоу. Подписные кастом-модели производятся во Франции на небольшой мануфактуре.

#### Гитары Crusader в мире.
Особенностью дистрибуции гитары Crusader в мире является обеспечение дилеров широкими полномочиями в плане комплектации, оформления и собственной ценовой политики.
Бренд представлен почти в сорока странах мира. Компания постоянно расширяет дилерскую сеть.
Из-за упомянутых широких полномочий, гитары Crusader могут существенно отличаться от страны к стране – как по внешнему виду, так и по комплектации. В России бренд продвигает московская фирма «Синтез-Аудио». 

### Опорные модели российского ассортимента.
В России продаются классические гитары Crusader – от самых доступных, в фанерованных корпусах, - до полупрофессиональных, в производстве которых используется массив кедра, а также массив немецкой ели. Так же ряд представлен двумя гитарами с уменьшенным корпусом (с топ‑массивом кедра и ели).
Вестерны поставляются в трёх типах корпусов: гранд-аудиториум (малое джамбо), дредноут и джамбо. Точно так же, как и в классиках, фирма предлагает вестерн‑гитары – различные по доступности и предназначению: фанерованные гитары, гитары с топ‑массивом из кедра, а также полностью массивные гитары.